# Јужноафричка Република на Светском првенству у атлетици на отвореном 2015.
Јужноафричка Република је учествовала на Светском првенству у атлетици на отвореном 2015. одржаном у Пекингу од 22. до 30. августа дванаести пут. Репрезентацију Јужноафричке Републике представљало је 32 такмичара (26 мушкараца и 6 жена) који су се такмичили у 25 дисциплина (18 мушких и 7 женских).,
На овом првенству Јужноафричка Република је по броју освојених медаља заузела 13. место са 3 освојене медаље ( 1 златна и 2 бронзане). Поред тога постављен је 1 континентални, 3 национална и 5 лична рекорда и остварена су 1 светски, 3 национална и 8 лична најбоља резултата сезоне. У табели успешности према броју и пласману такмичара који су учествовали у финалним такмичењима (првих 8 такмичара) Јужноафричка Република је са 4 учесника у финалу делила 15. место са 22 бодова.
| Плас. | Земља                  | 1. место | 2. место | 3. место | 4. место | 5. место | 6. место | 7. место | 8. место | Бр. финал. | Бод. |
| ----- | ---------------------- | -------- | -------- | -------- | -------- | -------- | -------- | -------- | -------- | ---------- | ---- |
| 15.   | Јужноафричка Република | 1        | 0        | 2        | 0        | 0        | 0        | 1        | 0        | 4          | 22   |

## Учесници
| Мушкарци: - Henricho Bruintjies — 100 м, 4-их100 м - Акани Симбине — 100 м, 200 м, 4-их100 м - Анасо Џободвана — 100 м, 200 м, 4-их100 м - Вејд ван Никерк — 400 м - Berend Koekemoer — 400 м - Рајнхард ван Ренсбург — 800 м - Dumisane Hlaselo — 1.500 м - Јохан Кроње — 1.500 м - Стефан Мокока — 10.000 м - Дезмонд Мокгоби — Маратон - Sibusiso Nzima — Маратон - Thabiso Benedict Moeng — Маратон - Antonio Alkana — 110 м препоне - Луис Јакоб ван Зил — 400 м препоне - Корнел Фредерикс — 400 м препоне - Dikotsi Lekopa — 3.000 м препреке - Tumisang Monnatlala — 3.000 м препреке - Antonio Alkana — 4-их100 м - Lebogang Shange — 20 км ходање - Марк Миндел — 50 км ходање - Годфри Хотсо Мокоена — Троскок - Jaco Engelbrecht — Бацање кугле - Оразио Кремона — Бацање кугле - Виктор Хоган — Бацање диска - Rocco van Rooyen — Бацање копља - Виљем Коерцен — Десетобој | Жене: - Карина Хорн — 100 м - Џастин Палфраман — 200 м, 400 м - Кастер Семениа — 800 м - Танит Максвел — Маратон - Венда Нел — 400 м препоне - Сунете Виљоен — Бацање копља |  |

## Освајачи медаља (3)

### Злато (1)
(М):
- Вејд ван Никерк — 400 м

### Бронза (2)
| (М): - Анасо Џободвана — 200 м | (Ж): - Сунет Вилјун — Бацање копља |  |

## Резултати

### Мушкарци
| Атлетичар                                                            | Дисциплина       | Лични рекорд    | Предтакмичење         | Предтакмичење         | Квалификације                             | Квалификације         | Полуфинале                                  | Полуфинале           | Финале                                      | Финале               | Детаљи                                      |
| Атлетичар                                                            | Дисциплина       | Лични рекорд    | Резултат              | Место                 | Резултат                                  | Место                 | Резултат                                    | Место                | Резултат                                    | Место                | Детаљи                                      |
| -------------------------------------------------------------------- | ---------------- | --------------- | --------------------- | --------------------- | ----------------------------------------- | --------------------- | ------------------------------------------- | -------------------- | ------------------------------------------- | -------------------- | ------------------------------------------- |
| Henricho Bruintjies                                                  | 100 м            | 9,97 НР         | слободни              | слободни              | 10,07 КВ                                  | 3. у гр. 6            | 10,21                                       | 7. у гр. 1           | Нису се квалификовали                       | 37 / 54 (56)         |                                             |
| Akani Simbine                                                        | 100 м            | 9,97 НР         | слободни              | слободни              | 10,09 КВ                                  | 3. у гр. 1            | 10,02                                       | 4. у гр. 2           | Нису се квалификовали                       | 11 / 53 (56)         |                                             |
| Анасо Џободвана                                                      | 100 м            | 10,10           | слободни              | слободни              | дисквалификован                           | дисквалификован       | Није се квалификовао                        | Није се квалификовао | Није се квалификовао                        | Није се квалификовао | Архивирано на веб-сајту (24. новембар 2015) |
| Анасо Џободвана                                                      | 200 м            | 20,04           |                       |                       | 20,22 КВ                                  | 1. у гр. 7            | 20,01 КВ, ЛР                                | 2. у гр. 3           | 19,87 НР                                    |                      |                                             |
| Akani Simbine                                                        | 200 м            | 20,27           | 20,23 кв, ЛР          | 4. у гр. 5            | 20,37                                     | 6. у гр. 1            | Није се квалификовао                        | 11 / 53 (56)         |                                             |                      |                                             |
| Вејд ван Никерк                                                      | 400 м            | 43,96 НР        | 44,42 КВ              | 1. у гр. 6            | 44,31 КВ                                  | 1. у гр. 3            | 43,48 СРС, АФР, НР                          |                      | Архивирано на веб-сајту (27. август 2015)   |                      |                                             |
| Berend Koekemoer                                                     | 400 м            | 45,42           | 46,52                 | 8. у гр. 5            | Нису се квалификовали                     | Нису се квалификовали | Нису се квалификовали                       | 26 / 32 (35)         |                                             |                      |                                             |
| Рајнхард ван Ренсбург                                                | 800 м            | 1:45,40         | 1:48,61               | 7. у гр. 5            | Нису се квалификовали                     | Нису се квалификовали | Нису се квалификовали                       | 33 / 44 (45)         | Архивирано на веб-сајту (29. новембар 2015) |                      |                                             |
| Јохан Кроње                                                          | 1.500 м          | 3:31,93 НР      | 3:43,29 КВ            | 4. у гр. 2            | 3:36,59                                   | 5. у гр. 1            | Није се квалификовао                        | 13 / 40 (41)         |                                             |                      |                                             |
| Dumisane Hlaselo                                                     | 1.500 м          | 3:36,36         | 3:40,25               | 4. у гр. 2            | Није се квалификовао                      | Није се квалификовао  | Није се квалификовао                        | 27 / 40 (41)         | Архивирано на веб-сајту (18. новембар 2015) |                      |                                             |
| Стефан Мокока                                                        | 10.000 м         | 27:40,73        |                       |                       |                                           |                       | 28:11,61                                    | 20 / 25 (36)         |                                             |                      |                                             |
| Дезмонд Мокгоби                                                      | Маратон          | 2:15:17         | 2:34:11               | 41 / 42 (68)          |                                           |                       |                                             |                      |                                             |                      |                                             |
| Sibusiso Nzima                                                       | Маратон          | 2:13:42         | Нису се квалификовали | Нису се квалификовали |                                           |                       |                                             |                      |                                             |                      |                                             |
| Thabiso Benedict Moeng                                               | Маратон          | 2:10:21         | Нису се квалификовали | Нису се квалификовали |                                           |                       |                                             |                      |                                             |                      |                                             |
| Antonio Alkana                                                       | 110 м препоне    | 13,47           | 13,63                 | 6. у гр. 5            | Није се квалификовао                      | Није се квалификовао  | Није се квалификовао                        | 25 / 37 (42)         | Архивирано на веб-сајту (27. децембар 2015) |                      |                                             |
| Луис Јакоб ван Зил                                                   | 400 м препоне    | 47,66 НР        | 49,12 КВ              | 4. у гр. 2            | 48,89                                     | 6. у гр. 2            | Није се квалификовао                        | 12 / 35 (37)         | Архивирано на веб-сајту (26. новембар 2015) |                      |                                             |
| Корнел Фредерикс                                                     | 400 м препоне    | 48,14           | Није стартовао        | Није стартовао        | Није се квалификовао                      | Није се квалификовао  | Није се квалификовао                        | Није се квалификовао |                                             |                      |                                             |
| Dikotsi Lekopa                                                       | 3.000 м препреке | 8:32,17 НР      | 8:37,43               | 6. у гр. 2            |                                           |                       | Није се квалификовао                        | 20 / 35 (37)         | Архивирано на веб-сајту (26. новембар 2015) |                      |                                             |
| Tumisang Monnatlala                                                  | 3.000 м препреке | 8:33,02         | 8:55,25               | 11. у гр. 3           | 32 / 35 (37)                              |                       | Није се квалификовао                        |                      | Архивирано на веб-сајту (26. новембар 2015) |                      |                                             |
| Henricho Bruintjies² Анасо Џободвана² Antonio Alkana² Akani Simbine² | 4-их100 m        | 38,35 НР        | Нису завршили трку    | Нису завршили трку    | Нису се квалификовали                     | Нису се квалификовали | Архивирано на веб-сајту (1. децембар 2015)  |                      |                                             |                      |                                             |
| Lebogang Shange                                                      | 20 км ходање     | 1:21:50 НР      |                       |                       |                                           |                       | 1:21:43 НР                                  | 11 / 50 (61)         | Архивирано на веб-сајту (23. август 2015)   |                      |                                             |
| Марк Миндел                                                          | 50 км ходање     | 3:55:32 АФР, НР | 4:02:41               | 33 / 38 (54)          | Архивирано на веб-сајту (29. август 2015) |                       |                                             |                      |                                             |                      |                                             |
| Годфри Хотсо Мокоена                                                 | Троскок          | 17,35 НР        | 16,78 кв              | 5. у гр Б             |                                           |                       | 16,81                                       | 9 /27 (28)           |                                             |                      |                                             |
| Jaco Engelbrecht                                                     | Бацање кугле     | 20,45           | 19,04                 | 13. у гр. А           | Нису се квалификовали                     | 25 / 31               |                                             |                      |                                             |                      |                                             |
| Оразио Кремона                                                       | Бацање кугле     | 20,63           | 18,63                 | 13. у гр. Б           | Нису се квалификовали                     | 27 / 31               |                                             |                      |                                             |                      |                                             |
| Виктор Хоган                                                         | Бацање диска     | 65,33           | 62,41                 | 8. у гр. А            | Нису се квалификовали                     | 13 / 30 (31)          |                                             |                      |                                             |                      |                                             |
| Rocco van Rooyen                                                     | Бацање копља     | 85,39           | 75,55                 | 14. у гр. А           | Нису се квалификовали                     | 28 / 33               | Архивирано на веб-сајту (26. новембар 2015) |                      |                                             |                      |                                             |

#### Десетобој
| Дисциплина    | Виљем Коерцен Архивирано на веб-сајту (29. август 2015) | Виљем Коерцен Архивирано на веб-сајту (29. август 2015) | Виљем Коерцен Архивирано на веб-сајту (29. август 2015) | Виљем Коерцен Архивирано на веб-сајту (29. август 2015) | Виљем Коерцен Архивирано на веб-сајту (29. август 2015) | Виљем Коерцен Архивирано на веб-сајту (29. август 2015) |
| Дисциплина    | Лич. рек.                                               | Резултат                                                | Бод.                                                    | Плас.                                                   | Укупно                                                  | Плас.                                                   |
| ------------- | ------------------------------------------------------- | ------------------------------------------------------- | ------------------------------------------------------- | ------------------------------------------------------- | ------------------------------------------------------- | ------------------------------------------------------- |
| 100 м         | 10,88                                                   | 10,98 ЛРС                                               | 865                                                     | 15.                                                     |                                                         |                                                         |
| Скок удаљ     | 7,58                                                    | 7,25                                                    | 874                                                     | 20.                                                     | 1.739                                                   | 16.                                                     |
| Бацање кугле  | 14,50                                                   | 13,75                                                   | 713                                                     | 19.                                                     | 2.452                                                   | 16.                                                     |
| Скок увис     | 2,08                                                    | 1,95                                                    | 758                                                     | 20.                                                     | 3.210                                                   | 22.                                                     |
| 400 м         | 48,32                                                   | НС                                                      |                                                         |                                                         |                                                         |                                                         |
| 110 м препоне | 14,06                                                   |                                                         |                                                         |                                                         |                                                         |                                                         |
| Бацање диска  | 44,84                                                   |                                                         |                                                         |                                                         |                                                         |                                                         |
| Скок мотком   | 4,63                                                    |                                                         |                                                         |                                                         |                                                         |                                                         |
| Бацање копља  | 69,40                                                   |                                                         |                                                         |                                                         |                                                         |                                                         |
| 1.500 м       | 4:22,22                                                 |                                                         |                                                         |                                                         |                                                         |                                                         |
| Десетобој     | 8.398 АФР, НР                                           |                                                         |                                                         |                                                         | НЗ                                                      |                                                         |

### Жене
| Атлетичарка      | Дисциплина    | Лични рекорд | Квалификације   | Квалификације | Полуфинале            | Полуфинале            | Финале                | Финале             | Детаљи                                       |
| Атлетичарка      | Дисциплина    | Лични рекорд | Резултат        | Место         | Резултат              | Место                 | Резултат              | Место              | Детаљи                                       |
| ---------------- | ------------- | ------------ | --------------- | ------------- | --------------------- | --------------------- | --------------------- | ------------------ | -------------------------------------------- |
| Карина Хорн      | 100 м         | 11,06 НР     | 11,08в КВ       | 3. у гр. 4    | 11,15                 | 6. у гр. 3            | Нису се квалификовале | 17 / 52 (54)       | Архивирано на веб-сајту (29. новембар 2015)  |
| Џастин Палфраман | 200 м         | 22,96        | 23,09 КВ        | 3. у гр. 2    | 23,04                 | 6. у гр. 3            | Нису се квалификовале | 19 / 49 (51)       | Архивирано на веб-сајту (29. новембар 2015)  |
| Џастин Палфраман | 400 м         | 51,27        | 52,45           | 6. у гр. 4    | Није се квалификовала | Није се квалификовала | Није се квалификовала | 34 / 41 (42)       | Архивирано на веб-сајту (26. новембар 2015)  |
| Кастер Семениа   | 800 м         | 1:55,45 НР   | 1:59,59 КВ, ЛРС | 6. у гр. 6    | 2:03,18               | 8. у гр. 1            | Није се квалификовала | 24 / 44 (45)       | Архивирано на веб-сајту (29. новембар 2015)  |
| Танит Максвел    | Маратон       | 2:32:33      |                 |               |                       |                       | Није завршила трку    | Није завршила трку |                                              |
| Венда Нел        | 400 м препоне | 54,37        | 54,45 КВ        | 2. у гр. 3    | 54,63 КВ              | 2. у гр. 1            | 54,94                 | 7 / 36 (37)        | Архивирано на веб-сајту (27. август 2015)    |
| Сунет Вилјун     | Бацање копља  | 69,35 НР     | 63,93 КВ        | 3. у гр. А    |                       |                       | 65,79                 |                    | Архивирано на веб-сајту (24. септембар 2015) |